# Neaspilota punctistigma
Neaspilota punctistigma är en tvåvingeart som beskrevs av Benjamin 1934. Neaspilota punctistigma ingår i släktet Neaspilota och familjen borrflugor. Inga underarter finns listade i Catalogue of Life.